# Perinetoides
Perinetoides is een geslacht van vlinders van de familie snuitmotten (Pyralidae).

## Soorten
- P. anosibalis (Viette, 1960)
- P. ferruginea (Viette, 1966)
- P. margaritalis Marion, 1955